# Bataille de Oued Zadidja
Conflits entre la régence d'Alger et les dynasties chérifiennes
La bataille de Oued Zadidja a lieu en 1551, après que les Saadiens ont violé une alliance avec la Régence d'Alger. Les Saadiens sont vaincus et leur chef est tué,,.

## Histoire
Les habitants de Tlemcen firent appel au chérif de Fès, car ils s'étaient plaints des Espagnols et des Turcs. Ils demandèrent l'envoi du frère de leur roi, qui avait été installé par Hassan Pacha mais ensuite expulsé par le comte d'Alcaudete, car le roi régnant opprimait les musulmans en leur imposant des taxes excessives pour payer son tribut au roi d’Espagne. Le pacha d’Alger tenta de dissuader le chérif en l’invitant à marcher contre les Espagnols à Oran. À cette fin, Hasan Corso reçut le commandement de 5 000 mousquetaires, 1 000 spahis et 8 000 Kabyles amenés par Abdelaziz. Une alliance fut conclue avec les Saadiens contre Oran. Mohammed ech-Cheikh envoya ses fils Mohammed El Harrane et Abdelkader à la tête de 21 000 cavaliers et 10 000 fantassins. Il fut convenu que les Algériens et les Saadiens se rejoindraient à Aïn Témouchent et que les deux armées alliées s’empareraient d’Oran.
Les Saadiens violèrent cet accord, entrèrent à Tlemcen et s’emparèrent de la ville. Moulay Abdallah occupa Tlemcen avec une forte garnison tandis que son frère ravageait le territoire des Beni Amer.
Un groupe de Beni Amer, poursuivi par les Saadiens, atteignit un camp situé dans la Régence d’Alger et demanda de l’aide. Hasan Corso avança dans la vallée du Chélif, où opérait le général chérifien ; il le pourchassa, le vainquit et le tua,.
Le commandement de Tlemcen demanda alors de l’aide, et Mohammed al-Shaykh envoya ses trois fils, ce qui mena à une bataille près de la rivière Abou Azoun qui se solda par une victoire algérienne,.